# Стіпе Жунич
Стіпе Жунич (хорв. Stipe Žunić; нар. 13 грудня 1990, Задар, Хорватія) — хорватський легкоатлет, що спеціалізується на штовханні ядра, призер чемпіонату світу.

## Кар'єра
| Рік  | Чемпіонат                     | Місце проведення         | Місце | Результат |
| ---- | ----------------------------- | ------------------------ | ----- | --------- |
| 2014 | Чемпіонат Європи              | Цюрих, Швейцарія         | 4     | 20.68 м   |
| 2015 | Чемпіонат Європи в приміщенні | Прага, Чехія             | 7     | 20.28 м   |
| 2016 | Чемпіонат Європи              | Амстердам, Нідерланди    | 8     | 19.95 м   |
| 2016 | Олімпійські ігри              | Ріо-де-Жанейро, Бразилія | 11    | 20.04 м   |
| 2017 | Чемпіонат Європи в приміщенні | Белград, Сербія          | 5     | 21.04 м   |
| 2017 | Чемпіонат світу               | Лондон, Велика Британія  | 3     | 21.46 м   |